# Music Sounds Better With You
A Music Sounds Better With You a francia Stardust együttes 1998. július 20-án megjelent kislemeze, mely az év egyik legkelendőbb kislemeze volt az Egyesült Királyságban, ahol a 2. helyen debütált a kislemezlistán. 1998 augusztusában 2 hétig volt ezen a helyezésen, majd két hétig volt az amerikai Billboard Dance Club Songs kislemezlistán. A dal hangmintája Chaka Khan Fate című 1981-es dalából származik.

## Előzmények
A dalt Párizsban rögzítették a Daft House-ban, ahol Thomas Bangalter, a Daft Punk együttes egyik tagjának székhelye található. A dalt a párizsi Rex Klubban élő szettben játszották, melyet Bangalter és Braxe készítettek elő. A zene alá Diamond ösztönösen énekelt, majd másnap a dalt rögzítették stúdióban, hozzáadva Chaka Khan Fate című dalának mintáját.
A triónak ez az egyetlen zeneszáma. Diamond és Braxe folytatták szólókarrierjüket, illetve Bangalter Guy-Manuel de Momen-Christo-val kiadta a Daft Punk Discovery című albumát, és más dalokat is készítettek különböző előadókkal, vagy szóló énekesként.

## Újbóli kiadás
2018 júniusában a csapat bejelentette, hogy a dal 20. évfordulója alkalmából kiadja a dal remastered változatát, melyet streaming platformon terjesztenek. Ez a változat június 28-án jelent meg.

## Kritikák
| Értékelések |           |
| Értékelő    | Értékelés |
| AllMusic    | [ 5 ]     |

A Music & Media ezt írta a dalról: Thomas Bangalter, a francia Daft Punk egyik tagja egyedül is rendkívül sikeres. A szám, amely Chaka Khan Fate című dalának mintáját tartalmazza, a klubok egyik alapdarabja lett, amióta öt hónappal ezelőtt az első bakelitpéldányokat kiosztották a DJ-knek a Miami Dance Conference-en. John Bush az AllMusic-tól az 5 csillagból 4.5 csillaggal jutalmazta a dalt, és az évtized egyik ellenállhatatlan dance lemezének nevezte. Annabell Ross a Billboard magazintól a dalt fenségesnek nevezte, és minden idők egyik legjobb táncdalának tartotta. Ez volt a 46. a Pitchfork weboldalán a Top 200-as listán az 1990-es években. 2001-ben az Egyesült Királyság beli Mixmag magazin a dalt a mindenkori legjobb 100 dal között a 11. helyre rangsorolta. A dal a 6. helyen végzett a Minden idők legnagyobb 50 dance zenéje kategóriájában a Mixmag magazin által összeállított listán 2013-ban.

## Sikerek
A "Music Sounds Better With You" világszerte több mint kétmillió példányban kelt el. Görögországban és Spanyolországban a toplisták élén volt, és legalább kilenc országban Top 10-es helyezést ért el. Ausztráliában és az Egyesült Királyságban platina helyezést ért el, aranyat Belgiumban, ezüstöt pedig Franciaországban az eladások alapján. Az Egyesült Államokban két hétig volt első helyezés a Billboard Dance / Club Songs listán, és a Billboard Hot 100-as listára is felkerült, ahol a 62. helyezést érte el.

## Slágerlista
| Slágerlista (1998)                    | Legjobb helyezés |
| ------------------------------------- | ---------------- |
| Ausztrália (ARIA)                     | 4                |
| Ausztria (Ö3 Austria Top 40)          | 24               |
| Belgium (Ultratop 50 Flanders)        | 18               |
| Belgium (Ultratop 50 Wallonia)        | 12               |
| Canada (Nielsen SoundScan)            | 2                |
| Denmark (IFPI)                        | 17               |
| Franciaország (Single Top 100)        | 10               |
| Németország (Media Control Charts)    | 26               |
| Greece (IFPI)                         | 1                |
| Iceland (Íslenski Listinn Topp 40)    | 4                |
| Italy (Musica e dischi)               | 2                |
| Hollandia (Top 40)                    | 17               |
| Hollandia (Single Top 100)            | 15               |
| Új-Zéland (Recorded Music NZ)         | 8                |
| Norvégia (VG-lista)                   | 14               |
| Skócia (Scottish Singles Top 40)      | 2                |
| Spain (AFYVE)                         | 1                |
| Svédország (Sverigetopplistan)        | 27               |
| Svájc (Schweizer Hitparade)           | 7                |
| Egyesült Királyság (UK Singles Chart) | 2                |
| US Billboard Hot 100                  | 62               |
| US Hot Dance Club Songs (Billboard)   | 1                |

| Slágerlista (1998)                   | Helyezések |
| ------------------------------------ | ---------- |
| Australia (ARIA)                     | 36         |
| Belgium (Ultratop 50 Flanders)       | 94         |
| Belgium (Ultratop 50 Wallonia)       | 76         |
| Canada Dance (RPM)                   | 15         |
| France (SNEP)                        | 30         |
| Netherlands (Single Top 100)         | 74         |
| Sweden (Sverigetopplistan)           | 100        |
| Switzerland (Schweizer Hitparade)    | 48         |
| South Africa (Mposa MP3)             | 50         |
| UK Singles (Official Charts Company) | 11         |

| Ország                   | Minősítés | Eladások  |
| ------------------------ | --------- | --------- |
| Ausztrália (ARIA)        | platina   | 70.000    |
| Belgium (BEA)            | arany     | 25.000    |
| {Franciaország (SNEP)    | ezüst     | 125.000   |
| Egyesült Királyság (BPI) | platina   | 600.000   |
| Világszerte              |           | 2.000.000 |

## A dal felhasználása más médiában
- A dalt a Daft Punk Alive 2007-es turnéján is előadta.
- A dal hallható a Grand Theft Auto V játék Non-Stop Pop FM rádióállomásán.
- A dal hallható az Any Anyans című film 1. évad 6. epizódjában.
- A dalt Madonna is felhasználta a Get Together című dalában.
- 2011-ben a dalt a Big Time Rush is feldolgozta, mely hallható Elevate című albumukon.[51]
- A dalt Giraffage remixelte 2013-ban.
- A dal hallható Katy Perry "California Gurls" című dalában, melyet a Prismatic Világkörüli Turnén adott elő.
- A dal a Telemundo MTV Dance Mix 1998-as nyitó dala
- A dal zenei alapjait felhasználták Statik Selektah Beautiful Life című dalában, melyben Joey Badass és Action Bronson szerepel.
- 2016-ban a Vanrip elektronikus zenei duó használta fel a dal alapjait.
- A dalt 2017-ben Basada is feldolgozta.
- 2018-ban Malaa & Noizu remixelte a dalt.